# Изабелла Бургундская (королева Германии)
Изабелла Бургундская (1270 — август 1323) — королева Германии, вторая супруга короля Рудольфа I.

## Биография
Изабелла была второй дочерью герцога Бургундии Гуго IV от его второй жены Беатрисы Наваррской.
Изабелла была обручена с Карлом Фландрским в 1272 году. Карл был сыном графа Фландрии Роберта III и умер в 1277 году в возрасте около десяти лет.
6 февраля 1284 года Изабелла стала второй женой короля Германии Рудольфа I. Невесте было четырнадцать лет, а жениху почти шестьдесят шесть. Их брак остался бездетным. Рудольф умер 15 июля 1291 года. Ему наследовали его сыновья от первого брака: Альбрехт I и Рудольф II.
Изабелла вернулась ко двору Бургундии и была удостоена титула леди Вьё-Шато 20 ноября 1294 года.
Во втором своём браке она стала женой Пьера IX де Шамбли, лорда Нефлеса, который умер около 1319 года. У супругов была как минимум одна дочь, Жанна, которая оставила потомков.